# Theloderma corticale
Theloderma corticale, nota comunemente come rana muschiata, rana muschiata del Vietnam, rana dagli occhi di insetto del Tonchino e rana muschiata dagli occhi di insetto, è una specie di rana appartenente alla famiglia Rhacophoridae. Questa specie è piuttosto difficile da identificare visivamente poiché ci sono specie criptiche che le assomigliano molto. È stata spesso confusa con la rana verrucosa pezzata (T. asperum), la rana dagli occhi di insetto di Taylor (T. stellatum) e la rana arboricola verrucosa (T. albopunctatum). Utilizzando tecniche di codifica a barre del DNA (estraendo e analizzando materiale genetico da vari campioni) i ricercatori sono stati in grado di identificare correttamente la Theloderma corticale e confermare che l'areale di questa rana è effettivamente più ampio del solo Vietnam settentrionale, espandendosi anche nel Laos centro-meridionale e nella Cina meridionale (Guangdong, Guangxi, Hainan, Yunnan).

## Descrizione
Il nome comune "rana muschiata" deriva dall'aspetto della pelle dell'animale, di colore verde screziato e marrone e ricoperta di bitorzoli che ricorda il muschio che cresce sulle rocce e costituisce un'efficace forma di mimetizzazione. La specie presenta grandi cuscinetti appiccicosi sulle dita e un ventre morbido. Misurano circa 61 millimetri di lunghezza. Le femmine sono un po' più grandi dei maschi e possono raggiungere dimensioni di 8-9 centimetri. Quando si sente minacciata, questa specie si appiattisce su stessa rimanendo completamente immobile, o si finge morta.
La sua dieta è composta da grilli, scarafaggi e lombrichi.

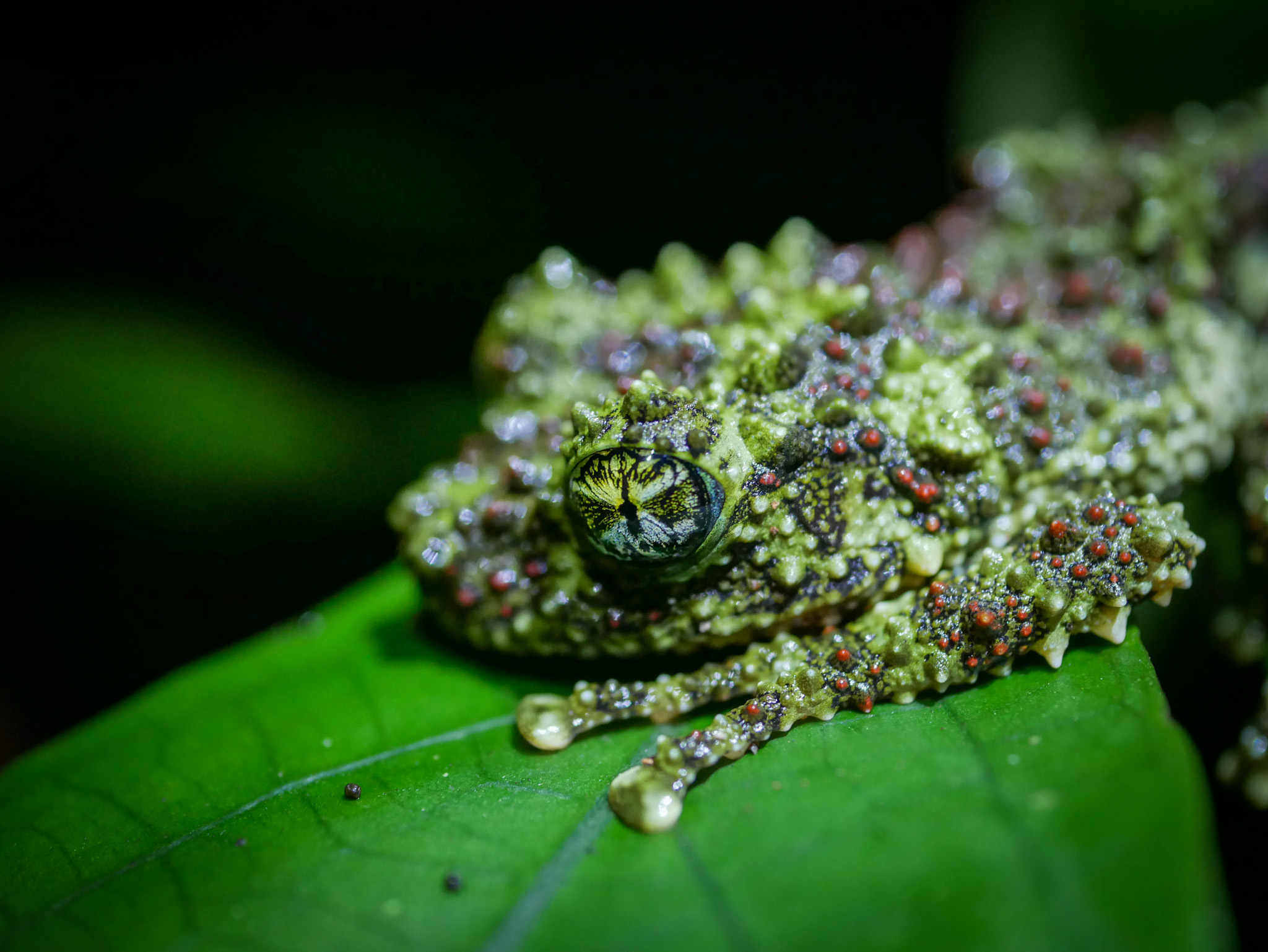
Primo piano di un esemplare al Parco nazionale Cúc Phương
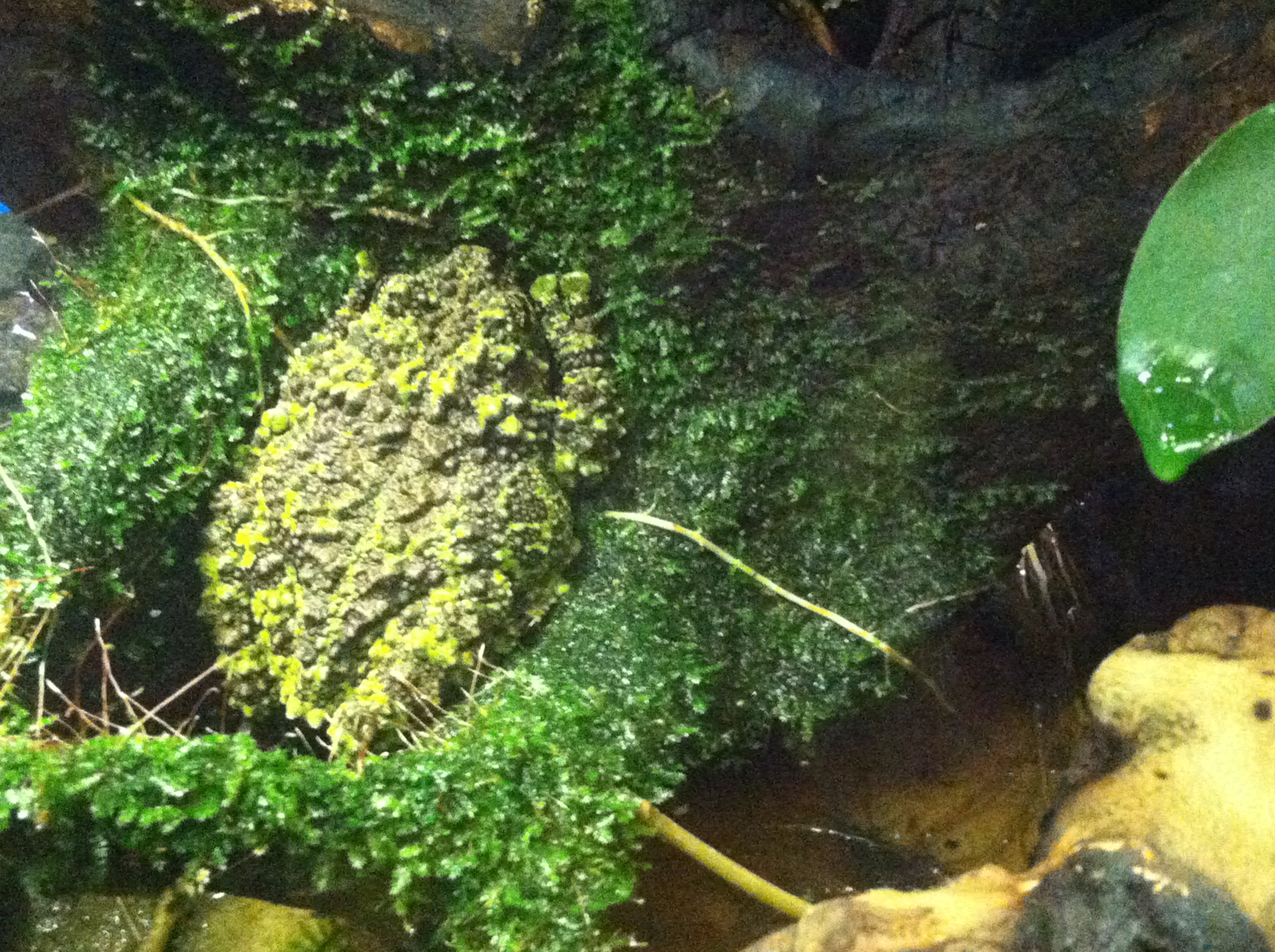
Un individuo mimetizzato su una superficie muschiosa

## Distribuzione e habitat
Gli habitat naturali di questa specie sono composti principalmente da foreste pluviali sempreverdi e foreste subtropicali, dove sono state trovate all'interno di pozze in tronchi cavi, posizionati dagli abitanti dei villaggi locali. La specie è semi-acquatica e si trova spesso in grotte e ripide scogliere rocciose lungo i ruscelli. Questa rana è stata osservata anche tra i 470 e i 1500 metri sopra il livello del mare. La riproduzione avviene in cavità rocciose o buchi negli alberi.

## Conservazione
Anche se la specie è correntemente classificata come a Rischio minimo dalla Lista Rossa IUCN, la Theloderma corticale è comunque minacciata dalla perdita del suo habitat forestale. Viene anche catturata per il commercio internazionale di animali domestici esotici. Come molti anfibi, la rana muschiata vietnamita è vulnerabile al fungo chitride Batrachochytrium dendrobatidis, un fungo mortale che sta portando gli anfibi ad un declino mondiale.